# Hylomantis lemur
Hylomantis lemur és una espècie de granota que es troba a Colòmbia, Costa Rica i Panamà.
Està amenaçada d'extinció per la pèrdua del seu hàbitat natural.